# Aboubakar Oumarou
Pour les articles homonymes, voir Oumarou.
Aboubakar Oumarou, né le 1er avril 1987 à Yaoundé, est un footballeur professionnel camerounais évoluant au poste d'attaquant.

## Parcours

### Débuts en Chine
Il commence sa carrière de joueur professionnel dans le Championnat de D2 chinoise en ralliant le Yanbian FC.
Fort de cette expérience, il rejoint le Changsha Ginde de Canton qui évolue en 1re division.

### Départ en Serbie
Ses nombreux matchs joués en Chine lui ouvrent la porte de l'Europe. Ainsi, il rejoint à l'hiver 2009 le club serbe de l'Étoile rouge de Belgrade.
Après six mois dans ce prestigieux club, il s'engage à l'OFK Belgrade pour la saison 2009-2010, alors même que le club était au bord de la relégation lors de l'exercice précédent.
Il y réussit une belle saison, et permet à son équipe de terminer 3e.
Il change de nouveau de club à l'été 2010 en ralliant un autre poids lourd du championnat serbe, le Vojvodina Novi Sad. La aussi il permet à son club de terminer 3e, synonyme de qualification pour la Ligue Europa 2011-2012. 
À la différence des autres, cette saison lui permet de prendre une véritable dimension puisqu'il est un des piliers de l'équipe, finissant 3e au classement des buteurs avec 10 réalisations.
Ses débuts en compétition européenne sont cependant décevants puisque son club est éliminé dès le 2e tour de qualification face au FC Vaduz, malgré son but à l'extérieur.

## Statistiques
- 2 matchs / 1 but en Ligue Europa[3]